# السودان في بطولة العالم لألعاب القوى 2015
نافس السودان في بطولة العالم 2015 لألعاب القوى في بكين، الصين، في الفترة من 22 إلى 30 أغسطس 2015.

## النتائج

### رجال
أحداث المسار والطرق
| أحمد علي | 200 متر | DQ (أُقصيَ) | DQ (أُقصيَ) | لم يصل |

الأحداث الميدانية
| رياضي               | حدث      | المؤهل | المؤهل | نهائي  | نهائي |
| رياضي               | حدث      | نتيجة  | مرتبة  | نتيجة  | مرتبة |
| ------------------- | -------- | ------ | ------ | ------ | ----- |
| علي محمد يونس ادريس | قفز عالي | 2.17   | 35     | لم يصل |       |

### نساء
أحداث المسار والطريق
| أمينة بخيت | 1500 متر | 4: 22.49 SB | 11 | لم تصل |